# Alois Indra

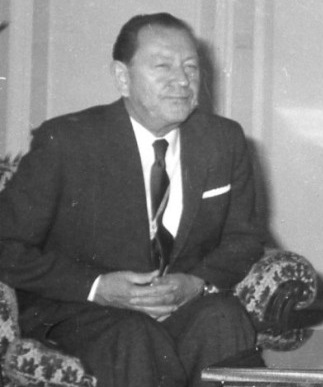
Alois Indra bei einem offiziellen Besuch im kommunistischen Rumänien (1981).

Alois Indra (* 17. März 1921 in Medzev; † 2. August 1990 in Prag) war ein tschechoslowakischer kommunistischer Politiker und hoher Funktionär der kommunistischen Partei KSČ. Er war einer der einflussreichsten Mitgestalter des kommunistischen totalitären Regimes in der früheren Tschechoslowakei und einer der bekanntesten Befürworter der Niederschlagung des Prager Frühlings.
Von Beruf war Indra Beamter im Eisenbahnwesen. Bereits 1937 trat er der kommunistischen Partei bei. Nach dem Krieg war er tätig auf lokaler Ebene im Bezirksnationalausschuss in Zlín. Nach dem Studium an der Parteihochschule des ZK der KPTsch fing er an, seine Parteikarriere auszubauen, bis er 1956 Sekretär im Parteibezirk in Zlín wurde. 1960 ging Indra nach Prag und wurde Leiter der Planungsabteilung des ZK der KPTsch, 1962 dann Vorsitzender  der Staatlichen Plankommission (im Rang eines Ministers), 1963–1968 Regierungsmitglied als Verkehrsminister.
Im April 1968 wurde er zum Sekretär des ZK der Partei gewählt und wurde zusammen mit Vasiľ Biľak einer der entschiedenster Gegner des Kurses des Prager Frühlings und gehörte zu denjenigen, die den Einladungsbrief unterzeichneten, in dem man eine sowjetische Einmischung forderte. Ergebnislos versuchte er, ab dem 22. August 1968 eine sogenannte „revolutionäre Arbeiter- und Bauernregierung“ zu bilden, um die legitime Regierung abzusetzen. Er unterstützte die Politik der sogenannten Normalisierung, von konservativen, neostalinistischen Positionen ausgehend. 1971–1989 war er Mitglied des Präsidiums des ZK der KPTsch sowie Vorsitzender des Parlaments. Im Februar 1990 wurde er aus der Partei ausgeschlossen.